# Fehér sivatag
A Fehér sivatag 1992-es amerikai bűnügyi film, rendezője Roger Donaldson, a főszerepekben Willem Dafoe, Mary Elizabeth Mastrantonio, Mickey Rourke és Samuel L. Jackson látható.

## Cselekmény
Ray Dolezal egy álmos új-mexikói kisváros seriffje, egyik nap azonban egy látszólag öngyilkos férfi hullájához riasztják, aki mellett egy félmillió dollárral teli táskát találnak. A férfi, bizonyos Spencer gyomrából a boncoláskor pedig egy papírfecni kerül elő, melyen egy telefonszám van. Dolezal úgy dönt, hogy a végére jár a dolognak, és magát Spencernek kiadva kapcsolatba lép valakivel a telefonvonal végén, akivel egy találkozót beszél meg. A helyszínen, egy motelben két fegyveres nő elveszi a táskát és közlik, hogy mikor kell egy bizonyos Gorman Lennoxszal találkoznia. Nem sokkal ezután azonban az FBI emberei rabolják el, akik Greg Meeker ügynök elé citálják. Meeker elárulja, hogy Spencer egy fedett ügynök volt, aki Lennox után nyomozott, miután Lennox fegyverkereskedelemmel foglalkozik. Mivel a pénz már nincs meg Dolezalnak tovább kell játszania Spencer szerepét, hogy visszaszerezzék a pénzt vagy lebuktassák Lennoxot. A fegyverüzlet azonban nem megy simán, és a nem várt nehézségek miatt az ügy bonyodalmas irányt vesz, ami során kiderül, hogy több minden nem olyan, mint amilyennek addig látszott…

## Szereplők
| Szerep           | Színész                     | Magyar hang      |
| ---------------- | --------------------------- | ---------------- |
| Ray Dolezal      | Willem Dafoe                | Balázsi Gyula    |
| Gorman Lennox    | Mickey Rourke               | Bognár Zsolt     |
| Lane Bodine      | Mary Elizabeth Mastrantonio | Prókai Annamária |
| Greg Meeker      | Samuel L. Jackson           | Téri Sándor      |
| Bert Gibson      | M. Emmet Walsh              |                  |
| Flynn FBI-ügynök | James Rebhorn               | Nemcsák Károly   |
| Noreen           | Maura Tierney               |                  |

## Visszhang
A film nem volt különösebben sikeres, kissé zavaros átlagkriminek könyvelték el, aminek feleslegesen és logikátlanul bonyolították túl a cselekményét. Más csak Rourke játékát tudta kiemelni a sablonos eseményekből.